# Vasconcelos Torres
João Batista de Vasconcelos Torres (Campos dos Goytacazes, 2 de abril de 1920 — Rio de Janeiro, 25 de setembro de 1982), ou simplesmente Vasconcelos Torres, foi um político brasileiro. Filho de Rosalvo Martins Torres e Zélia Vasconcelos Rosa Torres.

## Biografia
Ingressou na Faculdade de Direito de Niterói, bacharelando-se em 1944, profissão que exerceu até 1959. Durante o Estado Novo (1937-1945) foi oficial do Gabinete Civil do interventor do estado do Rio de Janeiro, Amaral Peixoto. Entre 1947 a 1949 foi professor de sociologia da Escola de Estado-Maior do Exército, na cidade do Rio de Janeiro, então capital federal.
Pelo Partido Social Democrático (PSD) elegeu-se deputado estadual por três mandatos consecutivos, entre 1946 e 1959. No primeiro mandato participou dos trabalhos da nova Constituição fluminense, e em 1958, também pelo PSD elegeu-se deputado Federal para o mandato 1959 a 1960; posteriormente reeleito para o período 1960 a 1964. Todavia, em 1962 abandonou o cargo e rompeu com seu partido. Ingressou no Partido Trabalhista Brasileiro (PTB), sendo eleito senador do antigo estado do Rio de Janeiro para o mandato de 1963 a 1970.
Com o Golpe de Estado no Brasil em 1964 e a extinção dos partidos políticos em 1965, a partir da implantação do bipartidarismo, filiou-se à Aliança Renovadora Nacional (ARENA), legenda por qual foi reeleito senador para o período 1971 a 1978, durante o qual se posicionou a favor da fusão do Rio de Janeiro com a Guanabara, ocorrida em 1975. No pleito de 1978 tentou renovar seu mandato, mas foi derrotado na eleição. Deixando o Senado Federal retornou à cidade de Niterói.
Com o fim do Bipartidarismo filiou-se em 1981 ao Partido Popular (PP), sendo indicado para concorrer ao cargo de senador. Com a incorporação deste partido, em 1982, ao Partido do Movimento Democrático Brasileiro (PMDB), abriu mão de sua candidatura ao Senado Federal.
Era casado com Carlota de Vasconcelos Torres, com quem teve quatro filhos. Sua filha Ana Clara Vasconcelos Torres casou-se com o ex-governador do estado do Rio de Janeiro Wellington  Moreira Franco.

## Trabalhos publicados
- Automóveis Ouro Para Um Povo Descalço. Senado, 1977. 466 P.
- Aviação, Presença Antiga No Processo De Integração Nacional. Senado, 1971. 363 P.
- Cana-de-Açúcar, Sabor Amargo De Uma Cultura Perseguida. Senado, 1976.
- Compromisso De Riachuelo. Senado, 1974. 100 P.
- Condições De Vida Do Trabalhador Da Agroindústria Do Açúcar. RJ, IAA, 1945. 277 P.
- A Europa Curvou-se Ante O Brasil. Senado Federal.
- Mar Territorial E Marinha De Guerra, Senado, 1970. 255 P.
- Metalúrgico, Calor E Suor Na Luta Pela Sobrevivência. Senado, 1978. 633 P.
- A Mobilidade Rural Brasileira.
- Livraria Clássica Brasileira, 1950. 144 P.
- Movimentos Migratórios Das Populações Rurais Brasileiras. RJ. Freitas Bastos, 1957. 180 P.
- Oliveira Viana; Sua Vida E Sua Posição Nos Estudos De Sociologia. F. Bastos, 1956. 203 P.

## Condecorações
- Medalha do Pacificador de Exército Brasileiro